# 新院站
新院站（：／ Sinwon yeok */?）是京義·中央線沿線的一座地面車站，位於韓國京畿道楊平郡楊西面新院里。2007年拆除舊站舍，至2009年新站才恢復營運停靠。

## 車站結構
站體為2面4線雙島式月台的地面車站，候車月台設有月台幕門。

### 月台配置
| ↑ 兩水          |
| ４３ \| ２１ \| |
| 菊秀 ↓          |

| 月台 | 路線                   | 目的地               |
| ---- | ---------------------- | -------------------- |
| 1、2 | ●首都圈電鐵京義·中央線 | 楊平、龍門方向       |
| 3、4 | ●首都圈電鐵京義·中央線 | 九里、龍山、文山方冋 |

## 历史
- 1965年11月15日：开始使用。
- 2008年12月29日：客运停止。
- 2009年12月23日：客运恢复。

## 车站周边
- 汉江

## 相鄰車站
韓國鐵道公社
●首都圈電鐵京義·中央線
中央線緩行
兩水（K130）－新院（K131）－菊秀（K132）